# Kilômét trên giờ

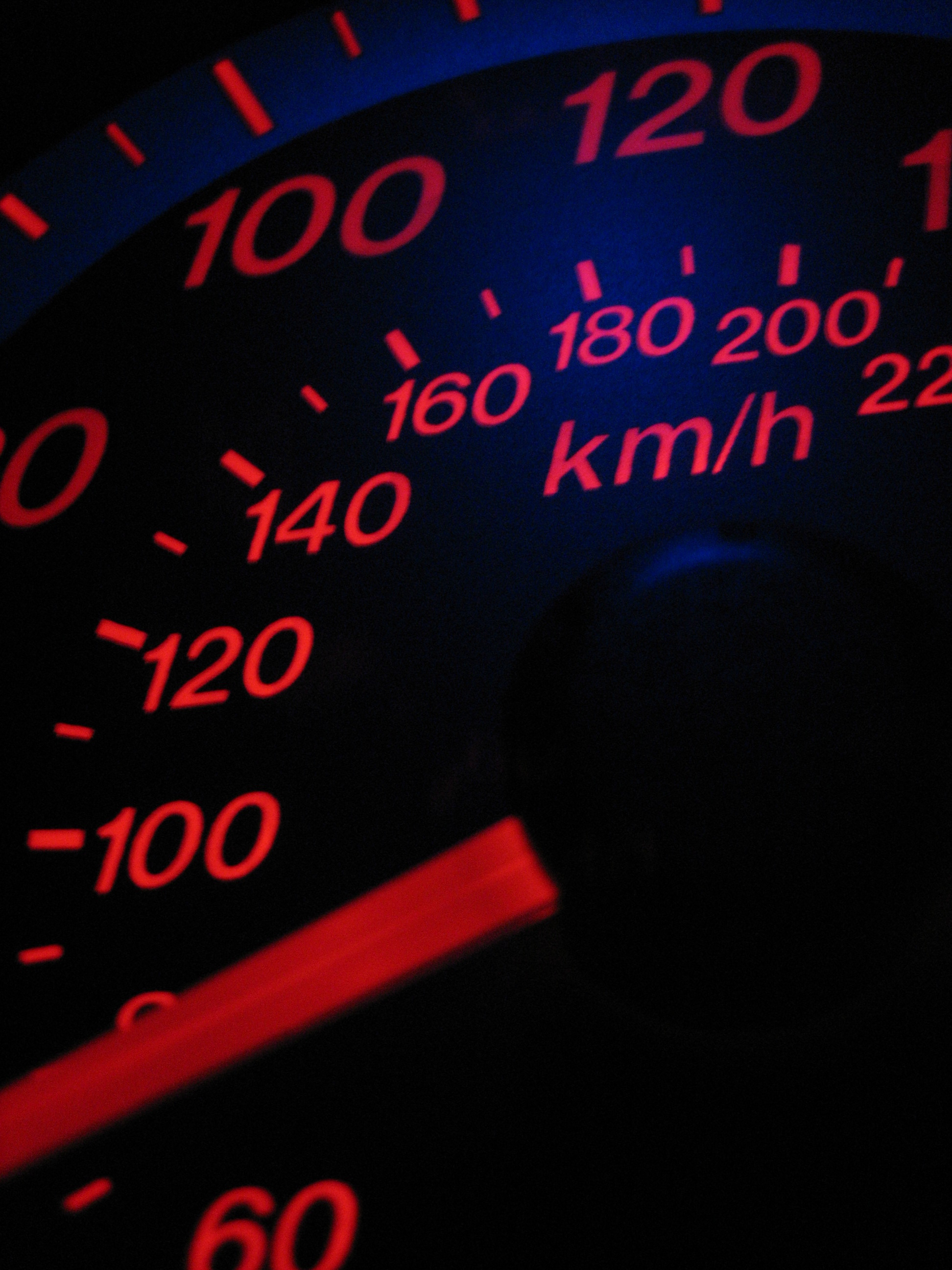
Đồng hồ tốc độ trên xe máy, đo tốc độ theo dặm trên giờ ghi ở dãy số ngoài, và kilômét trên giờ ghi ở dãy số trong.

Kilômét trên giờ là một đơn vị của tốc độ hoặc vận tốc, tính bằng số kilômét mà một đối tượng di chuyển được trong một giờ. Ký hiệu bằng km/h hoặc km·h−1; tuy thế, các ký hiệu "kph" và "kmph" thỉnh thoảng được sử dụng ở các nước nói tiếng Anh, tương tự như dặm trên giờ (mph).
Trên thế giới, km/h thường được sử dụng là đơn vị tốc độ trên đồng hồ tốc độ của ô tô và tàu hỏa. Cùng với kW·h, km/h là đơn vị SI phổ biến sử dụng theo giờ, giờ là đơn vị trong Hệ đo lường quốc tế của Ủy ban quốc tế cân đo (BIPM).

## Chuyển đổi
- 3,6 km/h ≡ 1 m/s, đơn vị SI của tốc độ, mét trên giây
- 1 km/h ≈ 0,277 78 m/s
- 1 km/h ≈ 0,621 37 mph ≈ 0,911 34 feet trên giây
- 1 knot ≡ 1,852 km/h (chính xác)
- 1 dặm trên giờ ≡ 1,609344 km/h (~1,61 km/h)[2]

|          | m/s      | km/h     | mph      | knot     | ft/s     |
| -------- | -------- | -------- | -------- | -------- | -------- |
| 1 m/s =  | 1        | 3,6      | 2,236936 | 1,943844 | 3,280840 |
| 1 km/h = | 0,277778 | 1        | 0,621371 | 0,539957 | 0,911344 |
| 1 mph =  | 0,44704  | 1,609344 | 1        | 0,868976 | 1,466667 |
| 1 knot = | 0,514444 | 1,852    | 1,150779 | 1        | 1,687810 |
| 1 ft/s = | 0,3048   | 1,09728  | 0,681818 | 0,592484 | 1        |

 (Giá trị in đậm là chính xác.)